# Elduain
Elduain település Spanyolországban, Gipuzkoa tartományban. Elduain Berastegi, Gaztelu, Belauntza, Andoain, Urnieta, Hernani, Arano és Goizueta községekkel határos. Lakosainak száma 250 fő (2024).

## Népesség
A település népessége az utóbbi években az alábbiak szerint változott:
| Lakosok száma | 218  | 216  | 215  | 238  | 232  | 239  | 242  | 250  | 244  | 250  |
|               | 2001 | 2004 | 2006 | 2009 | 2011 | 2014 | 2016 | 2019 | 2021 | 2024 |